# Tuberculatus cereus
Tuberculatus cereus är en insektsart som ingår i släktet Tuberculatus och familjen långrörsbladlöss. Inga underarter finns listade i Catalogue of Life.